# سالگرد (فیلم ۱۹۶۸)
«سالگرد» (انگلیسی: The Anniversary (1968 film)) یک فیلم به کارگردانی روی وارد بیکر است که در سال ۱۹۶۸ منتشر شد. از بازیگران آن می‌توان به بت دیویس و شیلا هنکاک اشاره کرد.